# Maisoncelles-en-Brie
Maisoncelles-en-Brie ist eine französische Gemeinde mit 967 Einwohnern (Stand: 1. Januar 2022) im Département Seine-et-Marne in der Region Île-de-France. Sie gehört zum Arrondissement Meaux und zum Kanton Coulommiers.
Die Einwohner werden Maisoncellois genannt.

## Geographie
Maisoncelles-en-Brie liegt etwa 47 Kilometer östlich von Paris. Umgeben wird Maisoncelles-en-Brie von den Nachbargemeinden La Haute-Maison im Norden und Nordosten, Giremoutiers im Osten, Pommeuse im Süden, Guérard im Südwesten, Crécy-la-Chapelle im Westen sowie Sancy im Nordwesten.

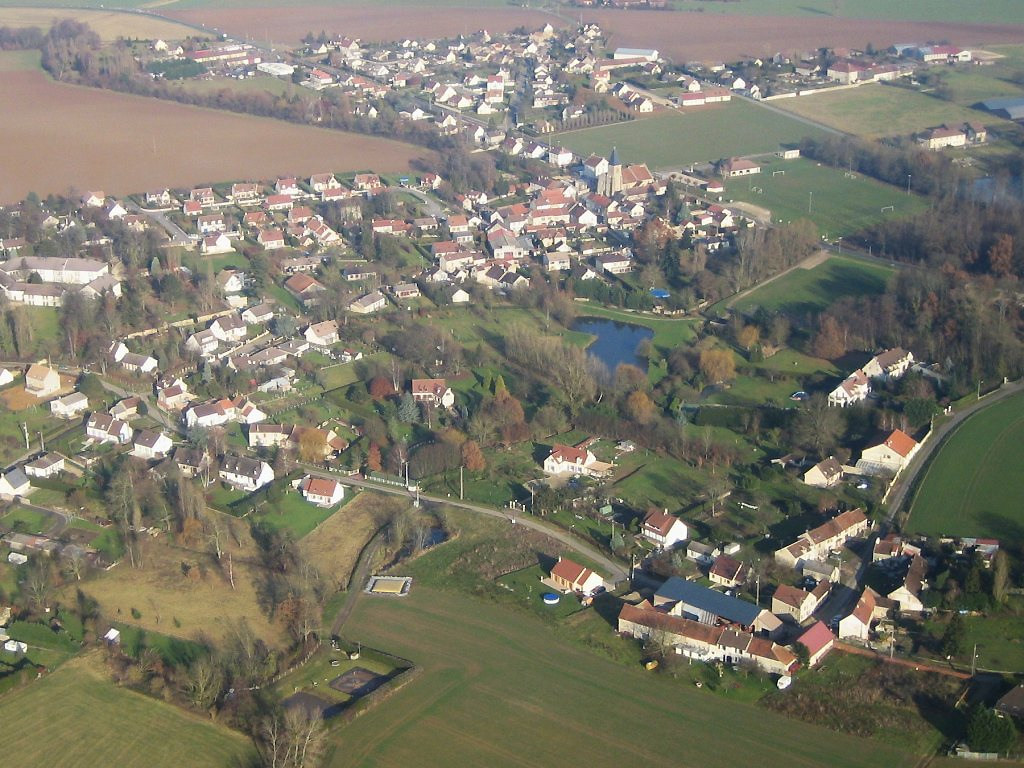
Blick auf Maisoncelles-en-Brie

## Bevölkerungsentwicklung
| Jahr      | 1962 | 1968 | 1975 | 1982 | 1990 | 1999 | 2006 | 2012 | 2021 |
| Einwohner | 266  | 278  | 353  | 523  | 561  | 683  | 799  | 859  | 958  |

## Sehenswürdigkeiten
- Kirche Saint-Sulpice aus dem 13. Jahrhundert

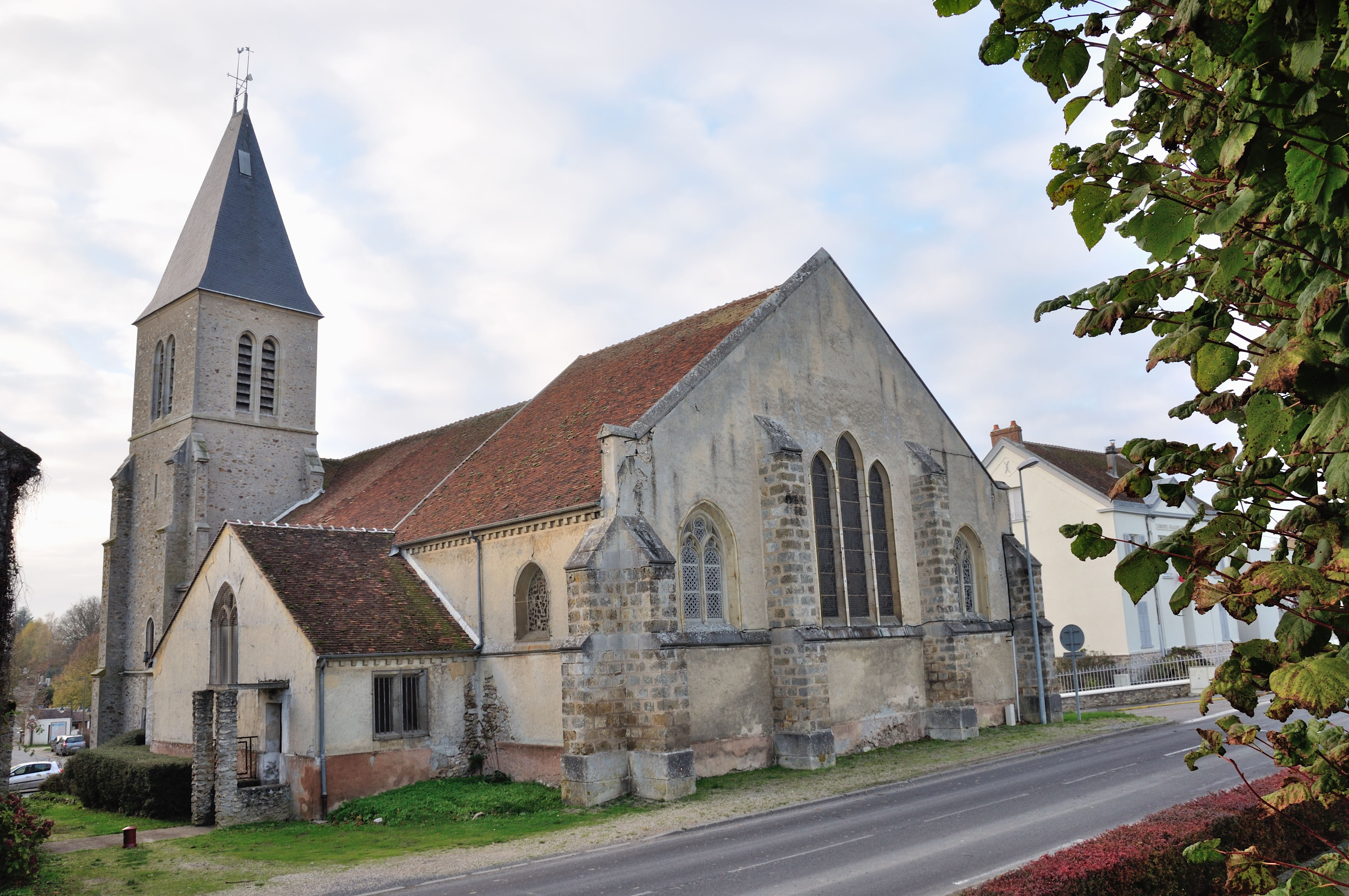
Kirche Saint-Sulpice